# Amydrium zippelianum
Amydrium zippelianum är en kallaväxtart som först beskrevs av Heinrich Wilhelm Schott, och fick sitt nu gällande namn av Dan Henry Nicolson. Amydrium zippelianum ingår i släktet Amydrium och familjen kallaväxter. Inga underarter finns listade.